# 平野上町
平野上町（ひらのうえまち）は、大阪府大阪市平野区にある町名。現行行政地名は平野上町一丁目および平野上町二丁目。

## 地理
平野区の北部に位置し、西に西脇、南に平野本町、北に平野元町、東に平野宮町と接している。

## 歴史

### 沿革
- 1922年（大正11年）、大阪府東成郡平野郷町大字平野泥堂・平野馬場の各一部より、平野郷町上町成立。
- 1925年（大正14年）、大阪市に編入され、大阪市住吉区平野上町となる。
- 1943年（昭和18年）、分区が実施され、東住吉区の所属となる。
- 1974年（昭和49年）、平野区が分区。大阪市東住吉区平野上町・平野中町・平野住吉町と平野元町1 - 7丁目・平野京町1 - 6丁目・平野馬場町・平野西脇町の各一部より、平野区平野上町1 - 2丁目成立[5]。

## 世帯数と人口
2024年（令和6年）9月30日現在（大阪市発表）の世帯数と人口は以下の通りである。
| 丁目           | 世帯数  | 人口    |
| -------------- | ------- | ------- |
| 平野上町一丁目 | 650世帯 | 1,026人 |
| 平野上町二丁目 | 337世帯 | 632人   |
| 計             | 987世帯 | 1,658人 |

### 人口の変遷
国勢調査による人口の推移。
| 1995年（平成7年）  | 1,954人 | [ 6 ]  |  |
| 2000年（平成12年） | 1,844人 | [ 7 ]  |  |
| 2005年（平成17年） | 1,815人 | [ 8 ]  |  |
| 2010年（平成22年） | 1,716人 | [ 9 ]  |  |
| 2015年（平成27年） | 1,638人 | [ 10 ] |  |
| 2020年（令和2年）  | 1,579人 | [ 11 ] |  |

### 世帯数の変遷
国勢調査による世帯数の推移。
| 1995年（平成7年）  | 727世帯 | [ 6 ]  |  |
| 2000年（平成12年） | 724世帯 | [ 7 ]  |  |
| 2005年（平成17年） | 758世帯 | [ 8 ]  |  |
| 2010年（平成22年） | 790世帯 | [ 9 ]  |  |
| 2015年（平成27年） | 797世帯 | [ 10 ] |  |
| 2020年（令和2年）  | 813世帯 | [ 11 ] |  |

## 学区
市立小・中学校に通う場合、学区は以下の通りとなる。なお、小学校・中学校入学時に学校選択制度を導入しており、通学区域以外に通学区域に隣接している小学校・平野区内にある中学校から選択することも可能。
| 丁目           | 番                                            | 小学校               | 中学校               |
| -------------- | --------------------------------------------- | -------------------- | -------------------- |
| 平野上町一丁目 | 7番1～7号 7番46～67号 2〜3番 8～14番 16〜17番 | 大阪市立平野西小学校 | 大阪市立平野中学校   |
| 平野上町一丁目 | 1番 4～6番 7番8～45号 15番                    | 大阪市立平野小学校   | 大阪市立平野北中学校 |
| 平野上町二丁目 | 全域                                          | 大阪市立平野小学校   | 大阪市立平野北中学校 |

## 事業所
2021年（令和3年）現在の経済センサス調査による事業所数と従業員数は以下の通りである。
| 丁目           | 事業所数  | 従業員数 |
| -------------- | --------- | -------- |
| 平野上町一丁目 | 61事業所  | 453人    |
| 平野上町二丁目 | 43事業所  | 153人    |
| 計             | 104事業所 | 606人    |

## 交通

### バス
2020年4月現在
- 大阪シティバス[15]
  - 1号系統：JR平野駅筋 - 平野宮前 - 平野宮町二丁目
  - 9号系統：平野宮町二丁目 - 平野宮前 - JR平野駅筋 - 平野西口
  - 19・30号系統：平野宮前 - 平野宮町二丁目

### 道路
- 国道25号
- 国道479号

## 施設
- 大念仏寺
- 平野大念仏寺前郵便局[16]
- みずほ銀行 平野支店[17]
- 大阪シティ信用金庫 平野上町支店[18]
- 西平野幼稚園
- 慧光寺
- 末吉家住宅（国・登録文化財）
- 藤岡家住宅（国・登録文化財）

## その他

### 日本郵便
- 〒547-0045[3]（集配局：平野郵便局[19]）